# Pato con aparato digestivo
El pato con aparato digestivo ("Canard digérateur" originalmente) fue un autómata creado en el 1739 por el ingeniero francés Jacques de Vaucanson. Actualmente se considera la primera mascota robótica de la historia. El pato realizaba todo el proceso metabólico desde que ingería comida hasta que la defecaba, hecho que lo convirtió en el autómata más exitoso de Jacques Vaucanson.

## Descripción
El pato estaba fabricado a tamaño real en cobre recubierto de oro, y presentaba más de 400 piezas móviles y un sistema digestivo artificial que le permitía ingerir granos, digerirlos y excretarlos posteriormente. Este proceso de metabolismo fue conseguido gracias a un complicado sistema de músculos artificiales, conductos digestivos y componentes químicos que digerían el grano.

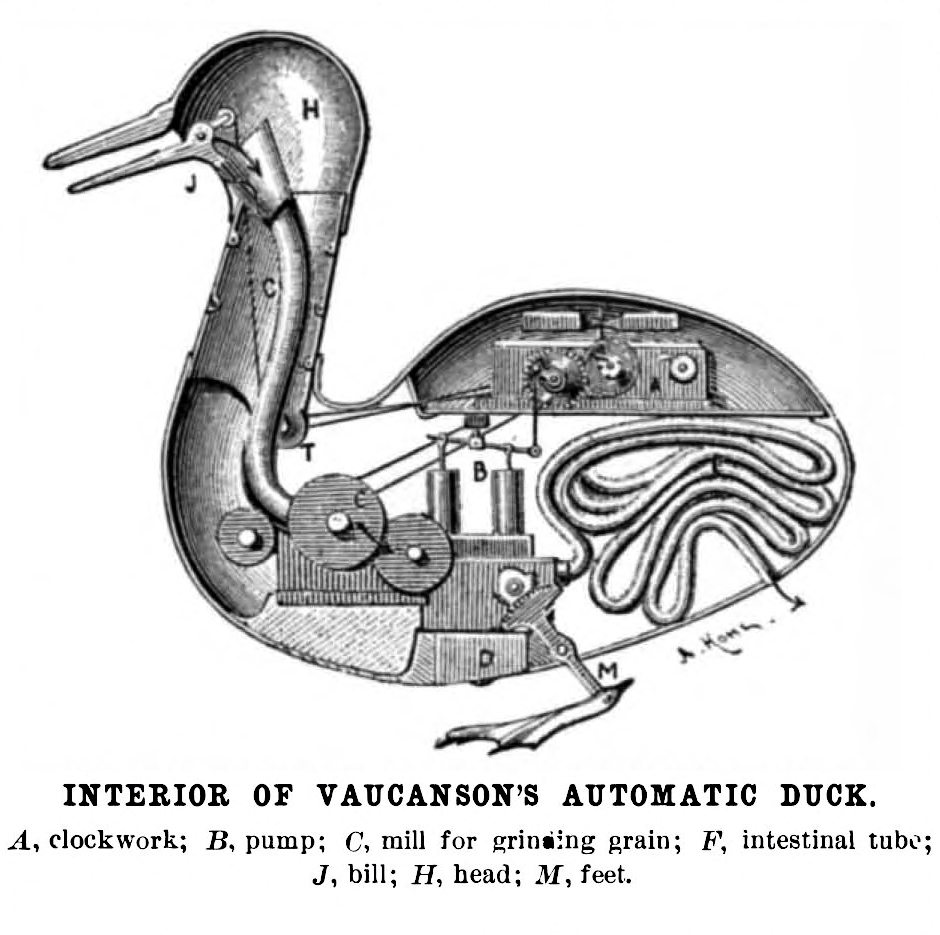
Representación del aparato digestivo del Pato de Vaucanson

Por otro lado, el autómata también podía caminar, mover la cabeza de derecha a izquierda, limpiarse las alas y jugar con el agua.
El grado de verosimilitud lo obtuvo gracias a la especializada técnica de programación de movimientos, protagonizada por piñones colocados sobre un cilindro grabado que controlaba los palillos que atravesaban las patas del pato. Este mecanismo estaba situado encima del pedestal para que todo el mundo pudiese admirar la complejidad del trabajo.

## Historia y proceso de creación
El pato con aparato digestivo fue el tercer y más exitoso autómata diseñado y fabricado por Jacques de Vaucanson. Después de crear el Joueur de Flûte ("El Flautista") y Joueur de Tambourin ("El Tamborilero"), el ingeniero consiguió fama y prestigio, además de los fondos necesarios para llevar sus invenciones a otro nivel. Es así como llegó a crear el Canard digérateur ("Pato con aparato digestivo").
El autómata se exhibió por primera vez en el año 1744 en el Palais-Royal ("Palacio Real" de París) y no solo tuvo un éxito inmediato sino que también generó mucha polémica debido al excremento resultante del proceso digestivo. Algunos comentaristas creyeron que la pasta verde que se expulsaba del cuerpo del animal no se había elaborado a partir de la comida ingerida, sino que era un producto preparado con antelación. No obstante, el laborioso trabajo que se escondía tras el autómata era indudable, e incluso los críticos afirmaron un «realismo casi naturalista».
Aun así, cansado de dedicarse al entretenimiento y viendo que en Francia tuvo mucho éxito, Vaucanson decidió vender el autómata a empresarios para darlo a conocer internacionalmente. El pato viajó por Inglaterra, Alemania e incluso San Petersburgo, donde causó la admiración del público. Según testimonios posteriores al periodo en el que fue expuesto, el autómata empezó a degradarse lentamente a causa de erróneas tareas de reparación.
En 1840 fue comprado por el mecánico George Tiets, pero se quemó en 1879 durante un incendio en el museo de Nizhni Nóvgorod. Desde ese momento, solo se conservaron algunas fotografías del siglo XIX y una reconstrucción en el museo de autómatas de Grenoble.
Posteriormente, Vaucanson decidió aplicar su talento a otros proyectos más útiles. Es así como diseñó y construyó una máquina para hilar seda, convirtiéndose en un importante predecesor de los telares automáticos modernos.